# Wojków (województwo łódzkie)
Wojków – wieś w Polsce położona w województwie łódzkim, w powiecie sieradzkim, w gminie Błaszki, w odległości 8 km na południe od Błaszek. 
Wieś arcybiskupstwa gnieźnieńskiego w powiecie sieradzkim województwa sieradzkiego w końcu XVI wieku. Za II RP siedziba gminy Gruszczyce. W latach 1975–1998 miejscowość należała administracyjnie do województwa sieradzkiego.

## Historia
Pierwsza wzmianka o wsi (z 1357 r.) dotyczy potwierdzenia przez króla Kazimierza Wielkiego własności dla arcybiskupów gnieźnieńskich, w których posiadaniu był Wojków do II rozbioru Polski. Na cmentarzu (przy głównej alejce) zachował się w stanie szczątkowym grób powstańców z partii Wincentego Pągowskiego, zabitych przez Rosjan w okolicy dworu we Wrzącej w dniu 16 listopada 1863 r. z następującym napisem na głazie: „Grób powstańców z oddziału Wincentego Pągowskiego poległych we Wrzącej 16 XI 1863 r. w walce z Rosjanami o wolną Polskę: Wincenty Pągowski lat 24 z Kucharek, Piotr Andrzejczak lat 20 z Ostrowa Wlkp., Walerian Bilski lat 20, Chrzanowski lat 26, Roman Engelman lat 25 z Kalisza, Jan Kamiński lat 21 z Charłupi Wielkiej, «Kazimierek» lat 24, Kubarkiewicz lat 28, Wojciech Lepel lat 23 ze Zmyślonej, Karol Linger ze Zduńskiej Woli, Konstanty Mankowski lat 24 z Turska, Konstanty Milecki lat 22 z Warszawy, Podciechowski lat 22 z Rudnik, Paweł Szewczyński lat 27 z Kościelnej Wsi, Teofil Winkler lat 27, Michał Wiśniewski lat 25 z Minziowa oraz czterech nieznanych powstańców z wieku 24–30 lat. Historia to pamięć i groby”. Pierwszy kościół był tu już w początkach XV w. Obecnie stoi tu neogotycki kościół Niepokalanego Poczęcia NMP, wzniesiony w 1904–1908 r. w miejsce poprzedniego, drewnianego, z 1646 r., restaurowanego od podstaw w 1756 r. (fundacji abp. Macieja Łubieńskiego), zniszczonego przez pożar. Barokowe wyposażenie pochodzi częściowo z poprzedniego kościoła.
Napis na tablicy pamiątkowej na cmentarzu, z której cytat jest powyżej, został zmieniony.

## Zabytki
Według rejestru zabytków Narodowego Instytutu Dziedzictwa na listę zabytków wpisany jest obiekt:
- kościół parafialny pw. Niepokalanego Poczęcia NMP, 1904-1908, nr rej.: 354/A z 5.01.1988.

 przez wieś wiedzie szlak rowerowy.